# Старий Караван
Стари́й Карава́н — село в Україні, в Лиманській міській територіальній громаді Донецької області. Населення становить 191 особу. Відстань до центру громади автошляхом Т 0514 становить близько 12 км.

## Розташування
Село через Сіверський Донець межує із землями селища Райгородок.

## Населення
За даними перепису 2001 року населення села становило 191 особу, із них 76,44 % зазначили рідною мову українську, 21,99 % — російську, 1,05 % — угорську та 0,52 % — румунську мову.

## Історія
На початку липня 2014 року село було звільнене силами АТО від проросійських терористів.
Наприкінці травня 2022 року після битви за Лиман село було захоплене ЗС РФ.
5 вересня 2022 року Збройні сили України відновили контроль над селом Старий Караван.

## Клімат
| Клімат Старого Каравану | Клімат Старого Каравану | Клімат Старого Каравану | Клімат Старого Каравану | Клімат Старого Каравану | Клімат Старого Каравану | Клімат Старого Каравану | Клімат Старого Каравану | Клімат Старого Каравану | Клімат Старого Каравану | Клімат Старого Каравану | Клімат Старого Каравану | Клімат Старого Каравану | Клімат Старого Каравану |
| Показник                | Січ.                    | Лют.                    | Бер.                    | Квіт.                   | Трав.                   | Черв.                   | Лип.                    | Серп.                   | Вер.                    | Жовт.                   | Лист.                   | Груд.                   | Рік                     |
| Середній максимум, °C   | −3                      | −2,2                    | 3,0                     | 14,1                    | 21,5                    | 25,2                    | 26,8                    | 26,2                    | 20,4                    | 12,3                    | 4,4                     | 0,0                     | 12,4                    |
| Середня температура, °C | −6,1                    | −5,4                    | −0,3                    | 9,4                     | 16,2                    | 19,9                    | 21,6                    | 20,9                    | 15,5                    | 8,3                     | 1,7                     | −2,6                    | 8,3                     |
| Середній мінімум, °C    | −9,1                    | −8,6                    | −3,5                    | 4,8                     | 11,0                    | 14,7                    | 16,5                    | 15,6                    | 10,6                    | 4,4                     | −1                      | −5,1                    | 4,2                     |
| Норма опадів, мм        | 45                      | 34                      | 27                      | 38                      | 42                      | 57                      | 52                      | 40                      | 38                      | 31                      | 43                      | 45                      | 41                      |
| ----------------------- | ----------------------- | ----------------------- | ----------------------- | ----------------------- | ----------------------- | ----------------------- | ----------------------- | ----------------------- | ----------------------- | ----------------------- | ----------------------- | ----------------------- | ----------------------- |
| Джерело:                |                         |                         |                         |                         |                         |                         |                         |                         |                         |                         |                         |                         |                         |